# Rynnica miedzista
Rynnica miedzista (Chrysomela cuprea) – gatunek chrząszcza z rodziny stonkowatych i podrodziny Chrysomelinae.
Chrząszcz o ciele długości od 7 do 10 mm, w całości jednobarwnym. Najczęściej występuje ubarwienie czarnozielone z fioletowym lub miedzistym połyskiem metalicznym, ale podstawowa barwa może również być granatowa lub czarnofioletowa. Przedplecze jest w zarysie trapezowate z węższym przodem, u nasady wyraźnie węższe od pokryw, pośrodku zaopatrzone w wąską bruzdkę podłużną. Boczne brzegi przedplecza są wałeczkowato zgrubiałe i od pozostałej jego wierzchniej strony odgraniczone bruzdą, biegnącą znacznie bliżej krawędzi niż jego środka. Brzegi boczne pokryw również są wałeczkowato pogrubione, a u wierzchołków, w kątach przyszwowych opatrzone wgłębieniem. Boczne krawędzie pokryw są z tyłu nieorzęsione, a ich epipleury z tyłu silnie zwężone. Punktowanie powierzchni pokryw jest drobne i gęste, a między punktami oskórek jest gładki i błyszczący. Odnóża mają zewnętrzne krawędzie goleni na całej długości rynienkowato wgłębione. Samiec ma przedni brzeg płytki grzbietowej prącia poprzecznie ścięty.
Owad ten zasiedla wilgotne łąki i okolice cieków wodnych. Roślinami żywicielskimi larw i owadów dorosłych są wierzby i topole. Żerują na liściach (foliofagi). Postacie dorosłe spotyka się także na olszach.
Gatunek palearktyczny, w Europie stwierdzony został m.in. we Francji, Holandii, Niemczech, Szwajcarii, Włoszech, Szwecji, Norwegii, Finlandii, Łotwie, Polsce, Węgrzech, Bośni i Hercegowinie, Serbii i Rosji. Dalej na wschód sięga do zachodniej i środkowej Syberii. W Polsce znany z nielicznych lokalizacji.